# Al Lettieri
Al Lettieri, nome artístico de Alfredo Lettieri (New York, 24 de fevereiro de 1928 - New York, 18 de outubro de 1975), foi um ator norte-americano. Ativo durante as décadas de 1960 e 1970, ele comumente retratava personagens vilões. Alcançou reconhecimento por sua atuação ao interpretar o mafioso Virgil Sollozzo, no filme policial O Poderoso Chefão (1972). Apareceu em várias outras produções ao lado das maiores estrelas do cinema de Hollywood.

## Vida pessoal
Lettieri era ítalo-americano fluentemente em italiano. Seu cunhado era Pasquale Eboli, irmão do chefe da família criminosa genovesa, Thomas Eboli.

## Carreira
Lettieri teve um papel no episódio de Perry Mason, de 1958, "O Caso da Enfermeira Fugitiva", como Arthur Strome. Aos 36 anos participou do filme para televisão The Hanged Man (1964).
Lettieri é mais conhecido por seu papel como o traficante de heroína siciliano Virgil Sollozzo, no filme policial americano de 1972, O Poderoso Chefão. Este foi o segundo filme em que ele e Marlon Brando trabalharam juntos, sendo o primeiro A Noite do Dia Seguinte (1969).
Ele escreveu a adaptação cinematográfica que se tornou o roteiro do filme de gângster de 1971, Villain, estrelado por Richard Burton e Ian McShane. Lettieri interpretou o capanga, Rudy Butler, no filme de ação de Steve McQueen de 1972, The Getaway, e o ameaçador assassino Frank Renda, no filme de Charles Bronson, de 1974, Mr. Majestyk. Ele desempenhou o papel de Ciro Musante no filme de 1976 dirigido por Tonino Valerii, Go Gorilla Go.

### Morte
Lettieri morreu de ataque cardíaco em 1975.

## Filmografia
| Ano  | Título                                                                                | Função                          | Notas                                                                                                 |
| ---- | ------------------------------------------------------------------------------------- | ------------------------------- | --- |
| 1964 | O homem enforcado                                                                     | al                              | filme de TV                                                                                           |
| 1965 | Semente Selvagem (Fargo)                                                              | barman                          | (como Anthony Lettier)                                                                                |
| 1965 | Dark Intruder (manto preto)                                                           | 2º Sargento                     | Filme de TV, (como Anthony Lettier)                                                                   |
| 1966 | depois da raposa                                                                      |                                 | (como Anthony Lettier)                                                                                |
| 1967 | o bobo                                                                                | Eugenio Gomez                   | |
| 1969 | A Noite do Dia Seguinte                                                               | Piloto também conhecido como Al | (como Al Lettier, embora também esteja listado nos créditos como Alfredo Letteri, produtor associado) |
| 1971 | Uma Cidade Chamada Bastarda                                                           | La Bomba                        | |
| 1972 | O padrinho                                                                            | Virgílio "O Turco" Sollozzo     | |
| 1972 | Polpa                                                                                 | Moleiro                         | |
| 1972 | passos                                                                                | Zimmerman                       | filme de TV                                                                                           |
| 1972 | A fuga                                                                                | Rudy Butler                     | |
| 1973 | The Don Is Dead (Beautiful But Deadly, The Deadly Kiss)                               | Vince Fargo                     | |
| 1973 | Os rastreadores mortais                                                               | Gutierrez, policial mexicano    | |
| 1974 | McQ                                                                                   | Manny Santiago                  | |
| 1974 | Sr. Majestyk                                                                          | Frank Renda                     | |
| 1975 | Piedone a Hong Kong (também conhecido como Flatfoot Goes East, Flatfoot in Hong Kong) | Frank Barella                   | |
| 1975 | Vencedor leva tudo ("Time Lock")                                                      | homem na pista                  | séries de TV                                                                                          |
| 1976 | Assassinatos de Dublin                                                                |                                 | |
| 1976 | Vai Gorila (Go Gorilla Go)                                                            | Ciro Musante                    | |
| 1976 | Casa do Prazer para Mulheres                                                          | Eddie Mordace                   | (último papel no filme)                                                                               |